# Versánszky Ernő
Versánszky Ernő (Kolozsvár, 1944. január 30. – Kolozsvár, 2020. április 4.) erdélyi magyar műkereskedő és író.

## Életútja
Szülővárosában végezte középiskoláit (1961), majd ugyanott a Fémipari Technikumban nyert szakképesítést (1963). 1963–65 között a Tehnofrig Gépgyárban dolgozott, majd különböző városrendészeti vállalatok alkalmazottja Kolozsváron, közben 1967–70 között Dicsőszentmártonban. 1991-ben Kolozsváron létrehozta az Ernest Régiségboltot, amely a város egyik legjelentősebb műkereskedése.
1999-től kezdett cikkeket, miniesszéket („félperceseket”) közölni a kolozsvári Szabadságban, közérdeklődésre számot tartó problémákról, az élet színéről-visszájáról.

## Kötetei
- Kolozsvári hétköznapok (elbeszélések, tollrajzok, Kolozsvár, 2000)
- Virág a töltésen (Kolozsvár, 2001)
- Én itt lakom, a Szamosnál (Kolozsvár, 2004)
- Hajszálon függő sors. Kolozsvári elbeszélések és történetek; Stúdium, Kolozsvár, 2015